# Лозівський район
Лозівський район (Лозівщина) — район в Україні, у південній частині Харківської області, що був утворений 2020 року. Адміністративний центр — місто Лозова. 
До складу району входять 5 територіальних громад.

## Історія
Лозівський район утворено 19 липня 2020 року згідно із Постановою Верховної Ради України № 807-IX від 17 липня 2020 року в рамках Адміністративно-територіальної реформи в Україні. До його складу увійшли: Лозівська, Первомайська міські, Близнюківська селищна та Біляївська і Олексіївська сільські територіальні громади. Перші вибори Лозівської районної ради відбулися 25 жовтня 2020 року.
Раніше територія району входила до складу ліквідованих в той же час Лозівського району (1923—2020), Близнюківського, Первомайського районів, а також міст обласного підпорядкування Лозова (територія Лозівської міської ради) та Первомайського.